# 馬場駿吉
馬場 駿吉（ばば しゅんきち、1932年11月25日 - ）は、俳人、美術評論家、医師（医学博士）。名古屋市立大学名誉教授（耳鼻咽喉科学）。
愛知県名古屋市東区に生まれる。実家は開業医。名古屋市立大学医学部を卒業後、同大学で耳鼻咽喉科の教授を務める。のち同名誉教授。名古屋市立大学病院では院長を務め、感染やアレルギーなどの生体防御反応を研究。また渡米して耳の欠損の再建技術を研究、500例におよぶ再建手術を手掛けた。
中学時代、親戚の開いていた句会を見て以来俳句に興味を持つ。俳人としては橋本鶏二に師事し、「年輪」ほかの同人として活動。第一句集『断面』までは写実的な句風であったが、第二句集『薔薇色地獄』より絢爛な幻視的作風となった。
1961年、画廊で駒井哲郎の版画を見てより現代美術にのめり込む。1960年代から70年代にかけて東京の「実験工房」に通いつめ、滝口修造、武満徹、澁澤龍彦、土方巽、寺山修司らと親交を結んだ。耳の再建技術研究に取り組んだのも三木富雄のオブジェ作品がきっかけだという。2006年、評論・俳句の分野において名古屋市芸術特賞を受賞、名古屋ボストン美術館館長に就任。2016年4月より愛知県立芸術大学油画専攻科客員教授。2019年、長年の芸術評論活動により中日文化賞を受賞。

## 著書
句集
- 斷面（昭森社、1964年）
- 薔薇色地獄（湯川書房、1976年）
- 夢中夢（書肆風の薔薇、1984年）
- 海馬の夢―ヴェネチア百句（深夜叢書社、1999年）
- 幻視の博物誌（森眞吾画、水野屋・白土舎、2001年）句画集
- 耳海岸（書肆山田、2006年）

随筆・評論集
- 液晶の虹彩（書肆山田、1984年）
- サイクロラマの木霊―名古屋発・芸術時評1994~1998（小沢書店、1998年）
- 時の晶相―1960‐70年代の芸術家たちとの私的交友（水声社、2004年）
- 星形の言葉を求めて（風媒社、2010年）
- 加納光於とともに（書肆山田、2015年）

医学書
- 必修 耳鼻咽喉科学（南江堂、1987年）共編著
- 耳鼻咽喉科薬物療法ハンドブック（南江堂、1987年）編著
- エアロゾル吸入療法（南江堂、1989年）共編著
- 感染症（中山書店。2000年）共編著